# 1-й стрелковый корпус (1-го формирования)
1-й стрелковый корпус — общевойсковое тактическое соединение (стрелковый корпус) Вооружённых Сил РСФСР и Союза ССР.
Корпус входил в состав (годы):
- Петроградского (с 1924 — Ленинградского) военного округа (1922—1939);
- 8-й армии Ленинградского военного округа (ноябрь 1939 — июль 1940);
- 10-й армии Западного особого военного округа (с июля 1940).

## История
Сформирован в июне 1922 года в городе Петроград как 1-й армейский корпус, на основании директивы Главкома № 195060/69, от 15 мая 1922 года и приказа по войскам Петроградского ВО № 1416/383, от 6 июня 1922 года. В июле 1922 года получил наименование 1-й стрелковый корпус.
15 мая 1939 года 75-я стрелковая дивизия (далее 75 сд) выбыла из состава 14-го стрелкового корпуса Харьковского военного округа и прибыла в состав Ленинградского военного округа (далее ЛенВО).
В сентябре 1939 года 75 сд сосредоточена в составе 1-го стрелкового корпуса 8-й армии на границе с Эстонией.
В ноябре 1939 года 75 сд прибыла в город Шлиссельбург ЛенВО, откуда на автомашинах переброшена в Карелию в состав 1 ск 8-й армии ЛенВО.
Управление корпуса по 1926 год дислоцировалось в Петрограде, по 1938 год в Новгороде, по 1939 год в Пскове, по 1940 год в Петрозаводске, в апреле — июне 1940 года вновь в Пскове, в июне — июле 1940 года в Тарту, с июля 1940 года в Белостоке
Войска 1-го стрелкового корпуса участвовали в Зимней войне (ноябрь 1939 года — март 1940 года), присоединении Прибалтики к СССР и Великой Отечественной войне.
К началу войны управление корпуса, содержащееся по штату № 4/1, дислоцировалось в Белостоке, штаб корпуса находился в местечке Визна, 2-я стрелковая дивизия в Осовеце, 8-я стрелковая дивизия в Стависках, 130-й корпусной артиллерийский полк в Ломже, 262-й корпусной артиллерийский полк вместе с 47-м отдельным разведывательным артиллерийским дивизионом в Тыкоцине, 57-й отдельный сапёрный Краснознамённый батальон в деревне Дзики. По плану прикрытия госграницы на 1-й стрелковый корпус возлагалась оборона участка государственной границы от разграничительной линии справа (с 27-й стрелковой дивизией 3-й армии) до реки Нарев у Новогрудка, при этом на 8-ю стрелковую дивизию возлагалась оборона первой линии, а на 2-ю стрелковую дивизию обеспечение одним полком стыка справа на рубеже Лосево в 15 километрах северо-западнее Осовца.
Во время Великой Отечественной войны в составе действующей армии с 22 июня 1941 по 6 июля 1941 года.
На участке корпуса в наступление перешёл 42-й армейский корпус. Наступлению предшествовала массированная артиллерийская и авиационная подготовка: так, бомбардировке с воздуха подвергся штаб 8-й стрелковой дивизии, казармы правофлангового 229-го стрелкового полка 8-й стрелковой дивизии в Щучине были разрушены артиллерийским огнём с большим уроном в личном составе. Тем не менее, полк сумел занять позиции в укрепрайоне, отбил немногочисленные атаки и отошёл по приказу только на следующий день. Ещё правее корпуса противник нанёс удар вдоль линии Граево — Осовец и отбросил 239-й стрелковый полк 27-й стрелковой дивизии, который начал беспорядочное отступление к Осовцу. На левом фланге корпуса, где 8-я стрелковая дивизия не успела занять укрепления, развязались ожесточённые бои за город Кольно. 310-й стрелковый полк 8-й стрелковой дивизии с пограничниками 87-го погранотряда в течение 10 часов вёл бой за город, который переходил из рук в руки. В центре полосы обороны корпуса наступления практически не было: в полосе 151-го стрелкового полка действовали только несколько батальонов. Артиллерия корпуса, между тем, отошла из оставленной Ломжи и пробивалась к своему корпусу. Таким образом, к концу дня 22 июня 1941 года войска корпуса в целом продолжали оставаться на позициях. 2-я стрелковая дивизия 22 июня 1941 года находилась в крепости Осовец и в боях участия не принимала и оборудовала оборону. Визна, где находился штаб корпуса к концу дня была сожжена с воздуха, и штаб переместился за реку Бобр.
23 июня 1941 года в бои вступила и 2-я стрелковая дивизия. 261-й стрелковый полк, вставший на дорогу Граево — Осовец, удерживал части противника, отбросившие 239-й стрелковый полк 27-й стрелковой дивизии, а 200-й стрелковый полк удерживал рубеж от крепости на севере, до излучины Бобра на юге. Все атаки противника и попытки форсировать Бобр были отбиты. 8-я стрелковая дивизия по приказу была выведена на восстановление в район Тыкоцин — Кнышев с задачей обустройства обороны за рекой Нарев.
К 25 июня 1941 года части корпуса в основном продолжали удерживать свои позиции, включая крепость Осовец, но 2-я стрелковая дивизия уже начала отход, без особого воздействия противника: к тому времени по флангам корпуса противник продвинулся довольно далеко на восток и корпус был уже в полуокружении. 26 июня 1941 года войска противника вошли в Осовец, а части корпуса отходили на промежуточный рубеж обороны в район Сокулка — Валилы — Юшков Груд. Большого нажима войск противника не было, но части корпуса подвергались постоянным авиационным ударам, отступление происходило беспорядочно, и продолжилось по направлению Белосток — Волковыск. Штаб корпуса утратил связь с дивизиями, и к 27 июня 1941 года находился уже между Волковыском и Слонимом. В этот день колонна штаба корпуса подверглась мощному авиационному налёту, практически полностью был уничтожен батальон связи. Затем колонна штаба была атакована войсками противника со стороны Слонима и даже командир корпуса был вынужден отстреливаться из пулемёта..
Часть личного состава корпуса, в том числе, часть корпусного управления во главе с командиром, сумели выйти из кольца окружения, но в основном корпус погиб в окружении, в основном у Новогрудка
Погиб в приграничном сражении в июне 1941 года, расформирован 6 июля 1941 года, 12 июля 1941 года управление корпуса было расформировано.

## Дислокация управления корпуса
- 1922 - 1926 - Петроград (Ленинград)
- 1926 - 1938 - Новгород
- 1938 - 1939 - Псков
- 11.1939 - 04.1940 - р-н Петрозаводска
- 04.1940 - Петрозаводск
- 04.1940 - 06.1940 - Псков
- 06.1940 - 07.1940 - Тарту
- 06.1940 - 06.1941 - Белосток

## В составе и состав
| Дата       | Фронт          | Армия      | Состав (стрелковые дивизии)                     | Другие части, в том числе приданные | Примечания |
| ---------- | -------------- | ---------- | ----------------------------------------------- | --- | ---------- |
| 22.06.1941 | Западный фронт | 10-я армия | 2-я стрелковая дивизия, 8-я стрелковая дивизия  | 130-й корпусной артиллерийский полк, 262-й корпусной артиллерийский полк, 57-й отдельный сапёрный батальон, 23-й отдельный батальон связи |            |
| 01.07.1941 | Западный фронт |            | 8-я стрелковая дивизия, 17-я стрелковая дивизия | 130-й корпусной артиллерийский полк, 262-й корпусной артиллерийский полк, 57-й отдельный сапёрный батальон, 23-й отдельный батальон связи |            |
| 10.07.1941 | Западный фронт | -          | -                                               | - | данных нет |

### Командиры корпуса
- Блюхер, Василий Константинович (26.09.1922 — 29.08.1924) краском
- Сангурский, Михаил Владимирович (29.08.1924 — май 1926) краском
- Примаков, Виталий Маркович (май 1926 — 01.07.1927) краском
- Калмыков, Михаил Васильевич (01.07.1927-05.1930) краском
- Лепин, Эдуард Давыдович (16.07.1930-15.08.1930) краском
- Шеко, Яков Васильевич (15.08.1930 - 10.07.1931) краском
- Угрюмов, Леонтий Яковлевич (10.07.1931 — февраль 1935) краском
- Толбухин, Фёдор Иванович (август 1934 — январь 1935, врид)[5]
- Курдюмов, Владимир Николаевич (05.01.1935 — 13.04.1937), комдив
- Хозин, Михаил Семёнович (13.03.1937 — 21.07.1937), комдив
- Малофеев, Василий Иванович (28.08.1937 — 31.08.1938), комдив
- Фролов, Валериан Александрович (21 января — 21 октября 1939), комбриг, с 9.02.1939 — комдив
- Панин, Роман Иванович (21 октября 1939 — 29 декабря 1939), полковник, с 29.10.1939 — комбриг
- Козлов, Дмитрий Тимофеевич (29 декабря 1939 — 27 апреля 1940), комдив
- Рубцов, Фёдор Дмитриевич (27 апреля 1940 — 6 июля 1941) [6], комдив, с 04.06.1940 — генерал-майор

### Начальники штаба
- Кауфельдт, Федор Петрович (11.1923 — 07.1924) и (192х-конец 1925)
- Толбухин, Федор Иванович (15.11.1930 — 06.1934)
- Рубцов, Петр Николаевич (01.1935 — 1936)
- Понеделин, Павел Григорьевич (12.02.1938 — 15.12.1939)